# Mae West
Mae West, właśc. Mary Jane West (ur. 17 sierpnia 1893 w Nowym Jorku, zm. 22 listopada 1980 w Los Angeles) – amerykańska aktorka filmowa i teatralna, piosenkarka, dramatopisarka, scenarzystka i komiczka, której szczyt popularności przypadł na lata 30. XX wieku.
Słynęła ze skandalizujących ról i swobodnego trybu życia. W swoich sztukach teatralnych przełamywała tematy tabu, odważnie poruszała kwestie dotyczące seksualności. W kinie zadebiutowała rolą w filmie Night After Night (1932). Zagrała łącznie w 12 filmach, z których największym sukcesem okazał się obraz Nie jestem aniołem. Po raz ostatni stanęła przed kamerami w filmie Sextette. Słynęła także z licznych, dowcipnych kwestii filmowych, dziś uważanych za kultowe. Stanowiła inspirację dla artystów, takich jak Barbra Streisand czy Madonna.
American Film Institute umieścił ją na 15. miejscu na liście największych aktorek wszech czasów (The 50 Greatest American Screen Legends).

## Kariera
Urodziła się jako córka piosenkarki kabaretowej Ruby Hudson i byłego boksera Jacka Westa. Pierwszą rolę zagrała w wieku 18 lat, w sztuce A La Broadway. W 1926 napisała i wyreżyserowała pierwszą własną sztukę teatralną – Płeć (Sex), a występ w spektaklu był jednocześnie jej pierwszą rolą broadwayowską. Sztuka wywołała skandal moralny, w związku z którym zdjęto ją z afisza następnego dnia po premierze, a West wraz z resztą obsady aresztowano i postawiono przed sądem. W kwietniu 1927 West została skazana na miesiąc więzienia za „obrazę moralności publicznej”. Incydent nadał rozgłos karierze West i zapewnił jej jeszcze większą popularność.
Po wyjściu na wolność napisała dwie kolejne sztuki, w tym The Drag, która poruszała temat miłości homoseksualnej. Również w 1927 wystawiła sztukę Diamond Lil (a także zagrała w niej główną rolę), która odniosła sukces komercyjny – była wystawiana na Broadwayu przez blisko dwa lata. Na kanwie spektaklu napisała bestsellerową powieść i scenariusz do filmu Skrzywdziła go (1933).
Po napisaniu kolejnych dwóch sztuk (które również wywołały skandal obyczajowy), odsunęła się od teatru i rozpoczęła karierę w branży filmowej, podpisując w 1931 kontrakt z wytwórnią Paramount Pictures. Zadebiutowała rolą w kasowym filmie Night After Night (1932), w którym partnerował jej George Raft. W 1933 pojawiła się w dwóch produkcjach: Skrzywdziła go, ekranizacji jej sztuki Diamond Lil, i Nie jestem aniołem, która osiągnęła sukces kasowy i uważana jest za najlepszy film West. Oba filmy przyniosły łącznie 4,5 miliona dolarów dochodu – mówiono wówczas, że West uratowała studio Paramount od upadku. W 1934 aktorka była najlepiej opłacaną gwiazdą w Ameryce, z przychodem ok. 400 tys. dolarów, wyprzedzając tym samym sławy, takie jak Marlene Dietrich i Charlie Chaplin.

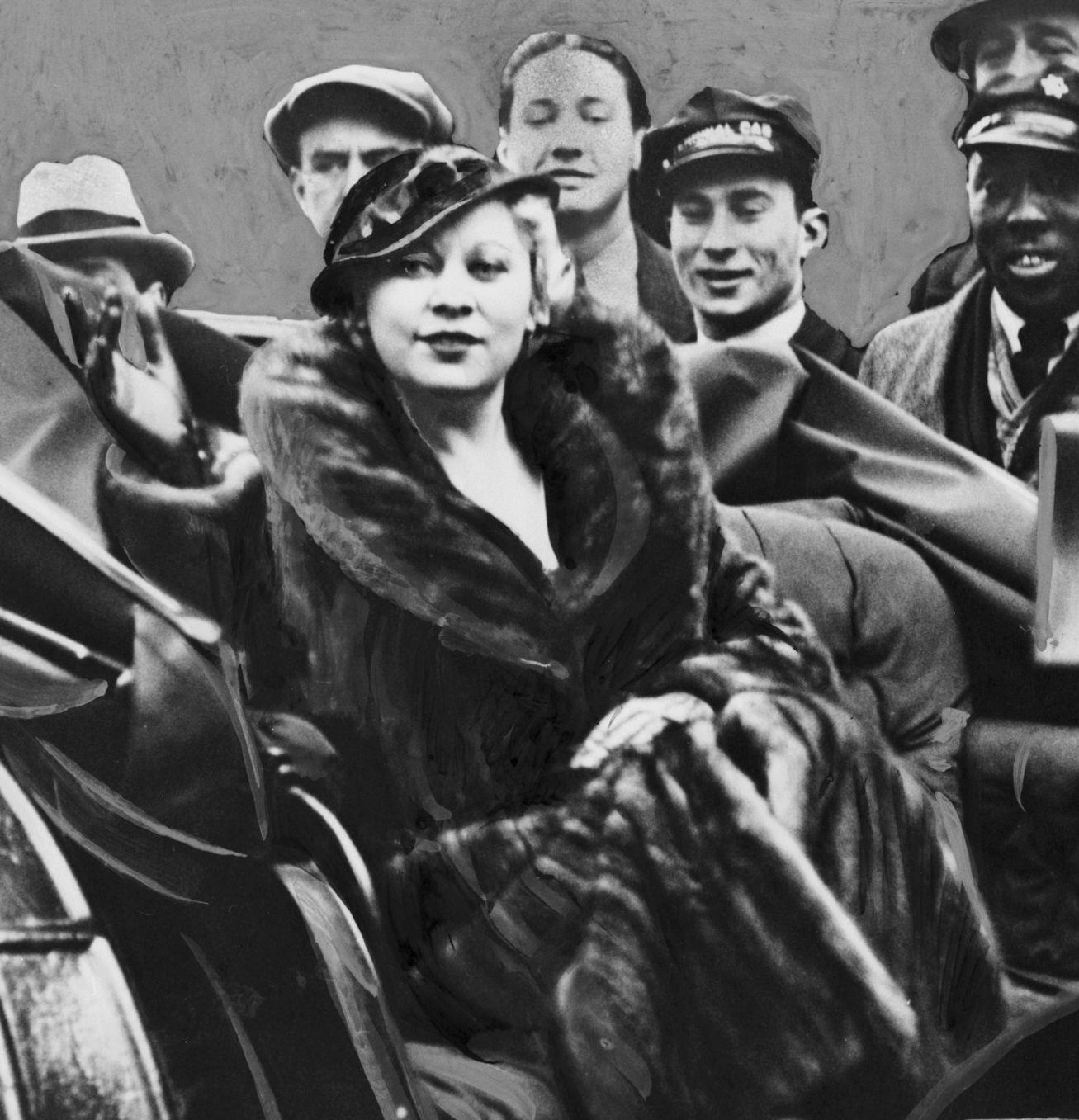
West (1933)

West stała się symbolem niekonwencjonalnej i prowokacyjnej kobiecości, w swoich filmach stwarzała wizerunek kobiety świadomej własnej seksualności i władzy, jaką ona daje, czym zdobyła oddanie publiczności, ale i za co była konsekwentnie krytykowana przez opinię publiczną, m.in. środowiska kościelne. Wiosną 1935 miał miejsce kolejny skandal z udziałem West – na jaw wyszedł jej prawdziwy wiek oraz fakt, iż była mężatką (do tamtej pory informacje te były przez nią zatajane, a aktorka jako swoją datę urodzenia podawała rok 1900). Kolejne lata przyniosły filmy, takie jak Klondike Annie czy Co dzień święto, które, choć nisko oceniane przez krytyków, stawały się kinowymi przebojami.
Pod koniec lat 30. odeszła ze studia Paramount i wystąpiła u boku W.C. Fieldsa w westernie komediowym My Little Chickadee. W 1943 zagrała w filmie The Heat's On, który poniósł klęskę finansową i zebrał złe recenzje. West nie wystąpiła już w żadnym filmie przez następne niemal 30 lat. Powróciła za to do teatru i w 1944 przedstawiła sztukę Catherine Was Great poświęconą życiu rosyjskiej cesarzowej Katarzyny II. Trzy lata później wznowiła swój przebój sprzed lat – spektakl Diamond Lil, w którym ponownie zagrała główną rolę. Sztuka spotkała się z dużym sukcesem i wystawiano ją z przerwami przez następne cztery lata. W 1950 zaoferowano jej rolę w filmie Bulwar Zachodzącego Słońca, jednak aktorka odmówiła jej zagrania. W 1958 wystąpiła na gali rozdania Oscarów, wykonując utwór „Baby, It’s Cold Outside” z Rockiem Hudsonem. W 1959 wydała autobiografię pt. Goodness Had Nothing to Do with It, która stała się bestsellerem.

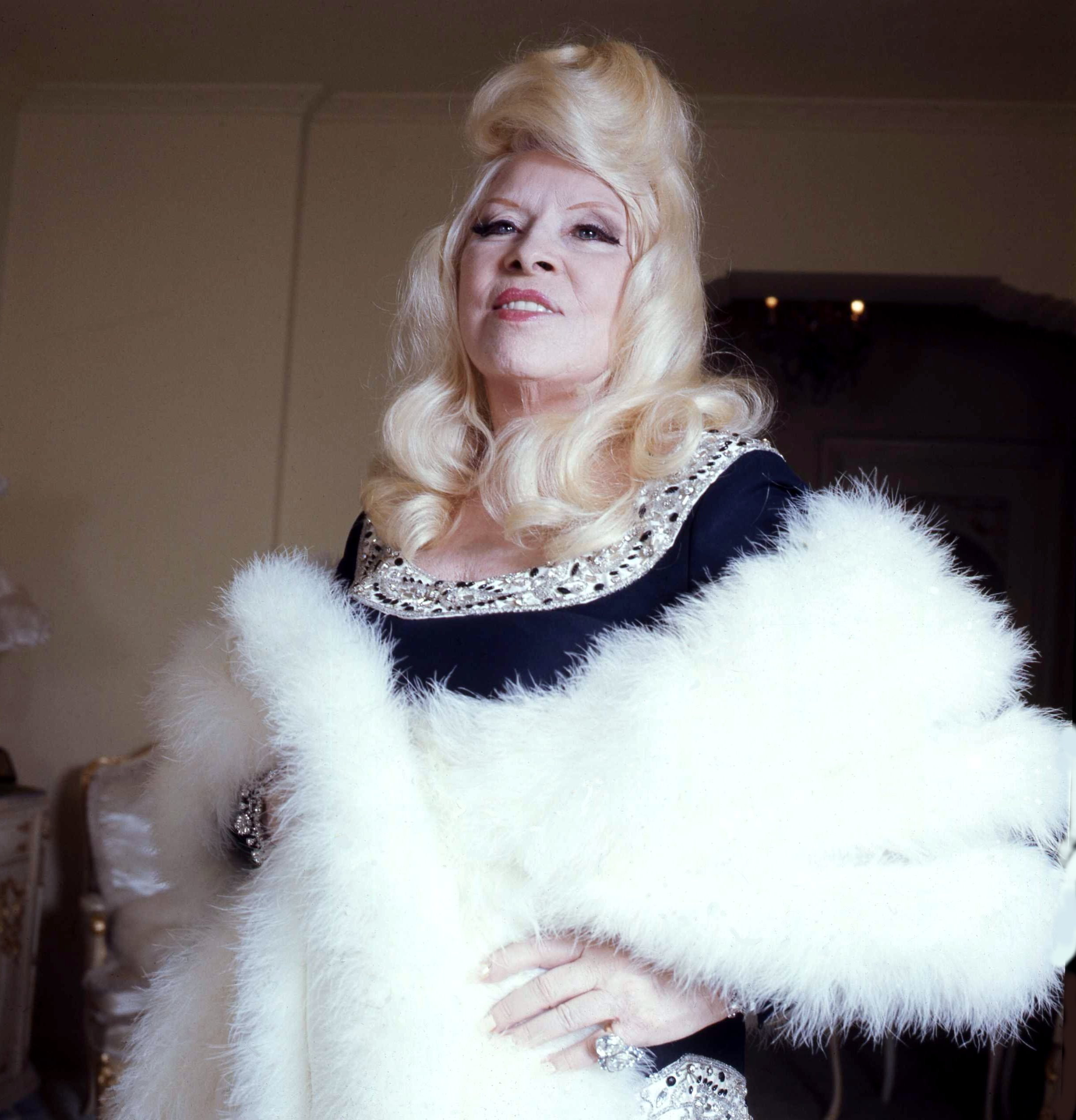
West (1973)

Przez kolejne lata sporadycznie pojawiała się w programach telewizyjnych, m.in. w sitcomie Koń, który mówi w 1964. W drugiej połowie lat 60. rozpoczęła karierę wokalną, nagrywając dwa albumy w 1966: Way Out West (zawierający covery piosenek wykonawców, takich jak The Beatles czy Bob Dylan) i świąteczny Wild Christmas. W 1968 zarejestrowała płytę Great Balls of Fire, która wydana została dopiero cztery lata później.
Do filmu powróciła w 1970, występując z Johnem Hustonem, Raquel Welch i Farrah Fawcett w obrazie Myra Breckinridge, opartym na powieści pod tym samym tytułem autorstwa Gore Vidala. Film ten, podobnie jak książka, poruszał temat feminizmu i transseksualizmu. Przesycony treściami erotycznymi, wywołał kontrowersje. W 1976, mając prawie 83 lata, West rozpoczęła przygotowania do występu w filmie Sextette, opartym na sztuce, którą wcześniej sama napisała. Film, wydany na szerszą skalę dopiero w 1978, nie osiągnął sukcesu.
Zmarła w listopadzie 1980 w Los Angeles wskutek komplikacji po doznanym wylewie. Została pochowana na Cypress Hills Cemetery w Nowym Jorku.

### Życie prywatne
W latach 1911–1943 jej mężem był Frank Szatkus. Od 1954 do śmierci była w związku z Paulem Novakiem (1923–1999), młodszym o 30 lat amerykańskim zapaśnikiem. Była matką Mariole Wanger (1969–2010) i babką Lumi Wanger (1999–2024).

## Filmografia
| Rok  | Tytuł                                                    | Rola                          | Studio                       |
| ---- | -------------------------------------------------------- | ----------------------------- | ---------------------------- |
| 1932 | Night After Night                                        | Maudie Triplett               | Paramount Pictures           |
| 1933 | Lady Lou (She Done Him Wrong)                            | Lady Lou                      | Paramount Pictures           |
| 1933 | Nie jestem aniołem (I'm No Angel)                        | Tira                          | Paramount Pictures           |
| 1934 | Piękność lat dziewięćdziesiątych (Belle of the Nineties) | Ruby Carter                   | Paramount Pictures           |
| 1935 | Goin' to Town                                            | Cleo Bordon                   | Paramount Pictures           |
| 1936 | Klondike Annie                                           | The Frisco Doll/Rose Carlton  | Paramount Pictures           |
| 1936 | Na Zachód, młody człowieku (Go West, Young Man)          | Mavis Arden                   | Paramount Pictures           |
| 1937 | Co dzień święto (Every Day's a Holiday)                  | Peaches O’Day                 | Paramount Pictures           |
| 1940 | My Little Chickadee                                      | Flower Belle Lee              | Universal Pictures           |
| 1943 | The Heat's On                                            | Fay Lawrence                  | Columbia Pictures            |
| 1970 | Myra Breckinridge                                        | Leticia Van Allen             | 20th Century Fox             |
| 1978 | Sekstet (Sextette)                                       | Marlo Manners/Lady Barrington | Crown International Pictures |

## Sztuki teatralne
- 1911: A La Broadway
- 1911: Vera Violetta
- 1912: A Winsome Window
- 1918: Sometime
- 1921: The Mimic World of 1921 (The Whirl of the Town)
- 1926: Sex
- 1927: The Drug
- 1927: The Wicked Age
- 1928: Diamond Lil
- 1928: The Pleasure Man
- 1931: The Constant Sinner
- 1944: Catherine Was Great
- 1945: Come on Up (Ring Twice Tonight, Embassy Row)
- 1947: Diamond Lil
- 1961: Sextette

## Dyskografia
- 1966: Way Out West
- 1966: Wild Christmas
- 1972: Great Balls of Fire

## Książki
- 1930: Babe Gordon
- 1932: Diamond Lil
- 1959: Goodness Had Nothing to Do with It
- 1975: Mae West on Sex, Health and ESP
- 1975: The Pleasure Man

## Inspiracje
- W polskim filmie Piętro wyżej z 1937 r. w postać Mae West wcielił się Eugeniusz Bodo wykonujący utwór Seksapil to nasza broń kobieca.

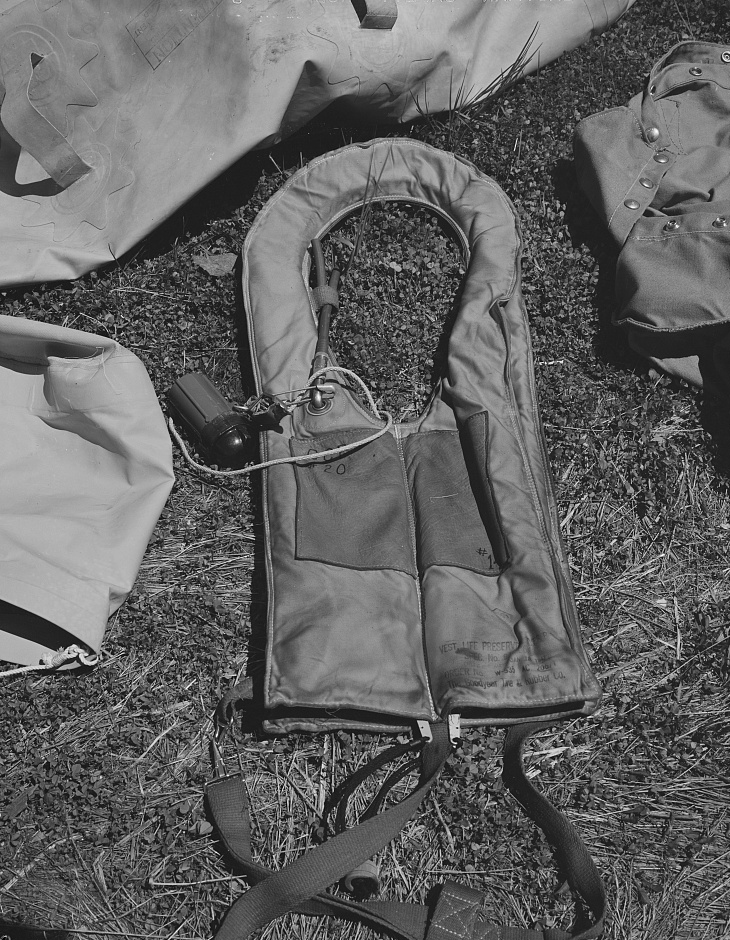
Kamizelka ratunkowa maewest

- W czasie II wojny światowej kamizelka ratunkowa używana przez alianckich lotników była nazywana maewest. Po uzyskaniu zgody aktorki, nazwa była używana oficjalnie przez RAF[6].